# The Silencers
The Silencers (conocida en español como Los silenciadores en España y El agente secreto Matt Helm en México y Argentina) es una película estadounidense de 1966, de los géneros de comedia, acción y espionaje, dirigida por Phil Karlson, producida por Irving Allen, y con actuación de Dean Martin, Stella Stevens, Victor Buono, Daliah Lavi, Arthur O'Connell, Robert Webber, James Gregory, Nancy Kovack, Roger C. Carmel, Cyd Charisse, Beverly Adams, Richard Devon, David Bond, John Reach. Basada en la novela homónima de Donald Hamilton, publicada en 1962. 
Es la primera de la serie del agente Matt Helm, las otras son Matt Helm, agente muy especial (1966), La emboscada (1967) y La mansión de los siete placeres (1969).

## Argumento
El agente chino Tung-Tze (Victor Buono) quiere destruir el mundo haciendo explotar un misil en la base de Alamogordo, donde se guardan gran cantidad de estos. El agente retirado Matt Helm (Dean Martin) habrá de volver al servicio activo e impedirlo.

## Comentarios
El filme está realizado al estilo de los de James Bond, pero en clave de humor. Además se toman ciertos elementos de la primera novela de la serie The Death of a Citizen. Esta novela era el cuarto libro de la serie que el escritor desarrolló en torno al personaje del agente especial Matt Helm. La diferencia entre las novelas y las películas que interpretaría Dean Martin, es que las películas tendrían un claro matiz cómico del que carecían los libros.
Como la película fue un rotundo éxito de taquilla, inmediatamente, se grabarían otras tres entregas, protagonizadas también por Dean Martin como Matt Helm.
Al final de la cuarta entrega, se anunció una quinta película de la serie Matt Helm que iba a titularse The Ravagers, como la novela de Hamilton publicada en 1964. Sin embargo, Dean Martin rehusó volver a encarnar al personaje y el proyecto fue cancelado. 

## Premios
La película fue nominada a dos premios Golden Laurel, uno en la categoría de mejor película de acción, y otro al mejor actor de película de acción (Dean Martin).